# Henry T. Rowell
Henry Thompson Rowell (* 12. März 1904 in Stamford, Connecticut; † 4. Februar 1974 in Baltimore) war ein US-amerikanischer Klassischer Philologe und Althistoriker.

## Leben
Henry T. Rowell studierte an der Yale University Klassische Philologie, Archäologie und Geschichte. Ein prägender akademischer Lehrer war er Altertumsforscher Michael Rostovtzeff. Nach dem Bachelor-Abschluss (1926) ging Rowell für ein Jahr an die American Academy in Rome, wo er für seine wissenschaftliche Arbeit reiche Anregung empfing und der er sein Leben lang verbunden blieb. Von 1929 bis 1931 nahm er als leitender Assistent an den Grabungen in Dura Europos teil, die seit 1925 von der Yale University unter Führung von Rostovtzeff betrieben wurden.
1931 kehrte Rowell in die Vereinigten Staaten zurück. Er arbeitete als Dozent an der Yale University, trat in die American Philological Association ein und wurde 1933 zum Ph.D. promoviert. 1935 wurde er zum Assistant Professor of Latin ernannt. Während dieser Jahre verfestigte Rowell seine internationalen Beziehungen in der Altertumswissenschaft: Er leitete die Sommerkurse der American Academy in Rome (1937–1939, 1947–1948, 1950–1951), verfasste einen Artikel für die Realenzyklopädie der klassischen Altertumswissenschaft (RE) und bereitete eine englische Übersetzung von Jérôme Carcopinos Buch über das römische Alltagsleben vor.
1940 wurde Rowell als Professor of Latin an die Johns Hopkins University berufen (als Nachfolger von Tenney Frank), wo er über 30 Jahre lang bis zu seinem Eintritt in den Ruhestand (1971) wirkte. Während des Zweiten Weltkriegs diente er als Offizier, Berater und Sprachlehrer bei der amerikanischen Militärregierung in Italien. Für seine Dienste erhielt er 1945 das Ritterkreuz des Ordens der Krone von Italien.
Nach der Berufung an die Johns Hopkins University übernahm Rowell viele neue akademische Aufgaben. 1946 übernahm er die Redaktion des American Journal of Philology, dessen leitender Herausgeber er bis 1971 blieb. Von 1953 bis 1956 war Rowell Präsident des Archaeological Institute of America, 1961 bis 1963 Professor-in-Charge der School of Classical Studies, von 1972 bis 1973 Präsident der American Academy in Rome. Als Gastprofessor lehrte er an der University of Cincinnati (Louise Taft Semple Lecturer 1964), am Oberlin College (Martin Lecturer 1964/1965) und an der University of Pittsburgh (Visiting Mellon Professor of Classics 1972). 1958 ernannte ihn die University of the South zum Ehrendoktor (Litt.D.).
Rowell war ein vielseitiger akademischer Lehrer, Forscher und Organisator, der in seiner wissenschaftlichen Arbeit Ansätze der Philologie, Archäologie und Geschichtswissenschaft verband. Sein Forschungsschwerpunkt war von Anfang an die Militärgeschichte der Spätantike. Bereits seine Dissertation war den römischen Numeri gewidmet, ebenso sein grundlegender RE-Artikel (1937). Darüber hinaus beschäftigte er sich mit dem kaiserzeitlichen Rom, besonders mit der augusteischen Zeit, und veröffentlichte Studien zu den Autoren Gnaeus Naevius, Vergil und Horaz.

## Schriften
- The Oriental ‚Numeri‘ of the Roman Army. 1933 (Dissertation)
- Numerus. In: Paulys Realencyclopädie der classischen Altertumswissenschaft (RE). Band XVII,2, Stuttgart 1937, Sp. 1327–1341, 2537–2554.
- The Honesta Missio from the Numeri of the Roman Imperial Army. In: Yale Classical Studies. Band 6 (1939), S. 71–108
- Rome in the Augustan Age. Norman (Oklahoma) 1962
- Ammianus Marcellinus, Soldier-Historian of the Late Roman Empire. In: Semple Lectures, First Series. Cincinnati 1964, S. 261–313

Herausgeberschaft
- Jérôme Carcopino: Daily Life in Ancient Rome. The People and the City at the Height of the Empire. New Haven 1940 / London 1941 (Übersetzung aus dem Französischen von E. O. Lorimer), zahlreiche Nachdrucke